# Temporada 2015 da Australian Football League
A Temporada 2015 da Australian Football League foi 119º edição da temporada de elite do futebol australiano. A competição teve a presença de 18 clubes. Com inicio em abril e término em outubro. Os campões foram o Hawthorn Football Club ao vencerem o West Coast Eagles, na Grand Final.
A temporada foi marcada pela morte do treinador do Adelaide Phil Walsh.